# Helen Parr
(Elastigirl in un'intervista)
Helen Parr (nata Truax), alias Elastigirl, è un personaggio immaginario dei film d'animazione Pixar Gli Incredibili e Gli Incredibili 2.

## Biografia del personaggio
In Gli Incredibili, Helen viene presentata come Elastigirl, prima che i supereroi fossero banditi. Ha sposato Robert "Bob" Parr (Mr. Incredibile), da cui ha avuto tre figli: Violetta, Flash e Jack-Jack. 15 anni dopo le nozze Helen viene mostrata nella sua vita attuale: fa la casalinga e si occupa dei suoi figli, mentre suo marito lavora come impiegato. Quando Bob inizia ad agire furtivamente, Helen sospetta una relazione e lo affronta. Più tardi, quando scopre che suo marito è nei guai, pilota un jet per salvarlo, accompagnata da Violetta e Flash.
In Gli Incredibili 2, la trama principale del film ruota intorno al fatto che Helen diventi il volto di una campagna per rendere nuovamente legali i supereroi dando loro buone immagini pubbliche attraverso missioni di successo che non causano danni collaterali alla città. Il suo principale nemico è l'Ipnotizzaschermi, un misterioso criminale capace di inserirsi nelle telecomunicazioni e ipnotizzare chi guarda uno schermo. Anche se finisce per diventare la vittima di Evelyn, viene salvata dai suoi figli e viene finalmente a conoscenza delle prime 17 abilità sovrumane di Jack-Jack.

## Caratterizzazione e sviluppo
Lo sceneggiatore e regista Brad Bird ha concepito Helen come una mamma moderna che "deve allungarsi in centinaia di modi diversi ogni giorno". Helen è doppiata dall'attrice americana Holly Hunter, che Bird considerava "una delle più belle attrici del mondo", capace di interpretare un personaggio "sensibile" che ha anche "un centro molto robusto".
Secondo Hunter, Helen ha "totale impavidità" come supereroina, ma anche "un istinto protettivo molto forte" quando si tratta dei suoi figli, e un "innato desiderio di salvare gli altri".
Per quanto riguarda la scelta di rendere Helen la vera star de Gli Incredibili 2, Bird ha insistito sul fatto che non era correlata al movimento Me Too, ed è stata invece una scelta che è venuta naturalmente con il modo in cui gli scrittori volevano far progredire la storia.
Quando era una giovane super, aveva un atteggiamento femminista e non era interessata al matrimonio. Tuttavia, alla fine si innamora di Mr. Incredibile e si sposa con lui. Inoltre, dopo il matrimonio e la messa al bando dei super, assume una mentalità più tradizionalista come moglie e madre. 
Come casalinga, si prende cura del benessere della sua famiglia, ma si preoccupa di assicurarsi che nessuno scopra che sono dei super. Anche se può essere un po' irritabile (di solito per una buona ragione), di solito cerca di rimanere composta, anche se può andare nel panico o arrabbiarsi sotto pressione. Spesso è più autorevole con i suoi figli di suo marito Bob, che spesso è troppo distratto per essere sostanzialmente autorevole. Helen si è abilmente adattata alla vita civile rinunciando alla sua carriera di super, e usa sia i suoi superpoteri che le sue capacità di moglie e madre per unire e proteggere la sua famiglia.
È una donna acuta, molto competente, appassionata, motivata, premurosa, seria, sicura di sé e solidale. È la roccaforte e il collante che tiene unita la sua famiglia turbolenta.

## Poteri e abilità

Le mosse di Elastigirl sono spesso paragonate a quelle di Mister Fantastic, il leader dei Fantastici Quattro.

Il superpotere principale di Elastigirl è l'elasticità, che le consente di allungare varie parti del suo corpo fino a 300 piedi (90 metri) e può essere sottile 1 millimetro. Questa capacità può estendersi al mutaforma, poiché può usare l'elasticità per cambiare la sua forma e densità, come quando si è trasformata in una barca e un paracadute. Può raggiungere livelli sovrumani di forza, resistenza e agilità usando i suoi poteri di elasticità. L'elevata forza fisica di Helen, specialmente nelle gambe, la aiuta a vincere la maggior parte dei combattimenti corpo a corpo. Nel film del 2004, l'elevata forza dei muscoli delle sue cosce è rappresentata in modo tale da eliminare facilmente diverse guardie di Sindrome a calci, come nella scena in cui è incastrata con la schiena a una porta del corridoio e lancia le cosce con grande forza verso le due guardie che lo stavano ispezionando. La sua unica debolezza è la temperatura gelida: dopo essere stata catturata da Evelyn in Gli Incredibili 2, la cattiva la avverte di non provare ad allungarsi, oppure le sue ossa si sarebbero spezzate. 
A parte i suoi poteri, Elastigirl è anche descritta come una motociclista e pilota eccezionale, avendo un caro amico che l'ha portata in giro per il mondo quando era Super. Il suo ingegno acuto e le sue eccellenti capacità di infiltrazione e spionaggio, così come la sua esperienza come supereroina, la rendono un'eccellente tattica e leader.
Per determinare i poteri della famiglia Parr, Bird si è ispirato ai ruoli dei tipici membri della famiglia nucleare. I poteri di Helen rispecchiano le aspettative della società nei confronti di una madre, che secondo Bird "si destreggia sempre con un milione di cose e tira un milione di direzioni".

## Accoglienza

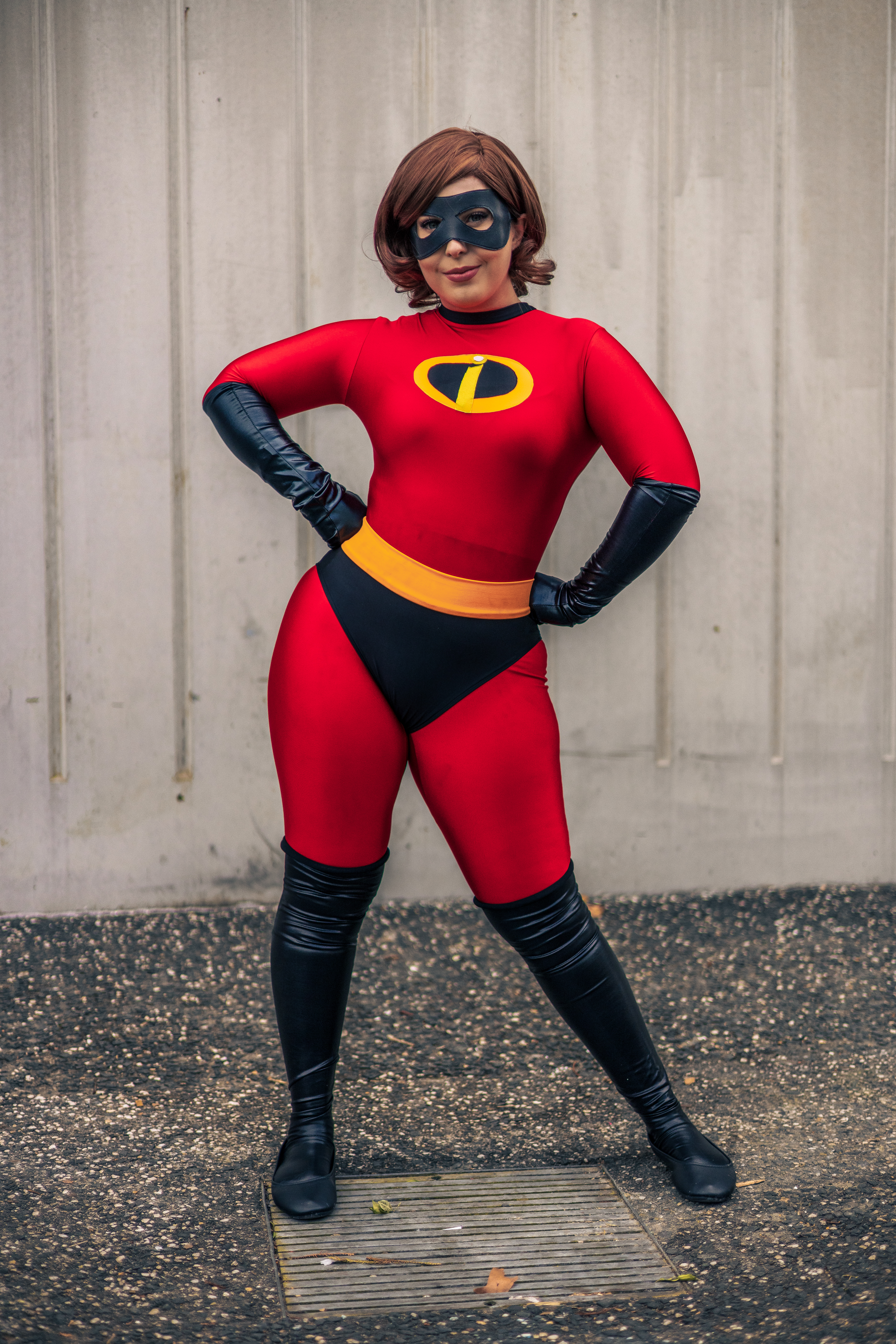
Una cosplayer di Elastigirl alla Supanova Expo nel 2022.

Elastigirl è stata accolta con reazioni per lo più positive da parte della critica e del pubblico, divenuta una scelta popolare per il cosplay e la fan art. È anche considerata un “grande modello”.
Rolling Stone ha classificato Helen il 14° miglior personaggio dei film Pixar, il secondo personaggio degli Incredibili più in alto per gradimento dietro Edna Mode.
Syfy Wire ha elogiato il secondo film per aver reso Helen una "mamma tosta".
Dopo l'uscita del secondo film, si è acceso un dibattito sulla sessualizzazione di Helen. Centinaia di fan sui social media hanno espresso la loro ammirazione per il suo corpo "thicc", uno slang che si riferisce ad avere grandi fianchi abbinati ad una vita sinuosa, mentre The New Yorker ha paragonato il personaggio ad Anastasia Steele di Cinquanta sfumature di grigio.
IndieWire ha classificato il lavoro di Hunter come Helen come la terza migliore interpretazione nei film Pixar, complimentandosi con la sua "gamma vertiginosa" che "va da supereroina sexy a madre annoiata e moglie colpita da una presunta infedeltà, e torna al gioco duro come supereroina in pochissimo tempo."